# Kafr Naya
Pour les articles homonymes, voir Naya.
Kafr Naya (كفرنايا) est un bourg du nord de la Syrie qui dépend administrativement du gouvernorat d'Alep et du district d'Azaz. Selon le recensement de 2004, Kafr Naya comptait une population de 5 647 habitants.

## Géographie
Kafr Naya se trouve au nord d'Alep et proche de Mayir qui se trouve au sud-ouest.

## Histoire
Kafr Naya se trouve dans une zone d'affrontements sanglants pendant la guerre civile syrienne. Elle est depuis l'été 2012 tour à tour prise par les rebelles du Front islamique et d'autres factions opposées au régime syrien. Les forces armées loyalistes appuyées par l'aviation russe parviennent à reprendre Mayir et Kafr Naya le 4 février 2016 après de durs combats contre les hommes du Front Al-Nosra, de l'Armée de la conquête, de l'Armée des Moudjahidines et d'autres groupes rebelles.